# Sala Biellese
Sala Biellese – miejscowość i gmina we Włoszech, w regionie Piemont, w prowincji Biella.
Według danych na styczeń 2009 gminę zamieszkiwało 638 osób przy gęstości zaludnienia 78,8 os./1 km².